# Almbladsskorpa
Almbladsskorpa (Platychora ulmi) är en svampart som beskrevs av Duval 1795. Almbladsskorpa ingår i släktet Platychora och familjen Venturiaceae.  Arten är reproducerande i Sverige. Inga underarter finns listade i Catalogue of Life.